# Rauvolfia sevenetii
Rauvolfia sevenetii är en oleanderväxtart som beskrevs av P. Boiteau. Rauvolfia sevenetii ingår i släktet Rauvolfia och familjen oleanderväxter. Inga underarter finns listade i Catalogue of Life.